# Linezolida
Linezolida é um antibiótico sintético de amplo espectro, e geralmente bacteriostático, da classe das oxazolidinonas. É indicado em casos de infecções do trato respiratório baixo, nos tecidos moles e na pele, além de infecções por enterococos. Possui boa aceitação e tolerância, uma vez que menos de 1% dos pacientes tratados com este fármaco apresentam diarreia, cefaleia, vômito, dores abdominais, neutrofilia e alterações no paladar. Pode provocar colite pseudomembranosa. O fármaco geralmente não é administrado durante a gravidez, salvo sob orientação médica onde os benefícios superem os riscos. Quanto a eliminação no leite materno, não existem estudos que mostrem ser ou não eliminado por esta via.
Linezolida foi introduzida no mercado farmacêutico em 2000/2001. Tratada como um super-antibiótico só é utilizada em casos extremos de resistência bacteriana perante outras drogas. Teve um custo de 500 milhões de dólares para ser sintetizada.
Seu mecanismo de ação consiste no bloqueio da síntese proteica, pois fixa-se na unidade 50S do ribossomo.

## Atividade antibacteriana
O fármaco é ativo contra gram-positivos, o que inclui cocos anaeróbicos (gram-positivos), estafilococos, estreptococos, enterococos, bastonetes gram-positivos, como por exemplo a Listeria monocytogenes e Corynebacterium. Possui reduzida atividade perante gram-negativos, tanto anaeróbios como aeróbios. Seu mecanismo único de ação possui atividade contra Streptococcus pneumoniae que resiste contra penicilina, cepas resistentes de forma intermediária a vancomicina e cepas de estafilococos resistentes a meticilina.

## Mecanismo de ação

Linezonida ocupa a posição A (centro)

Possui como mecanismo de ação a inibição da síntese de proteínas bacteriana. Não deixa formar o complexo 70S (essencial no processo de transcrição), que inicia a síntese proteica a partir da subunidade 23S da subunidade 50S. Desta forma, o fármaco atua diferentemente de outros antibacterianos, pois inicia sua ação na fase inicial de organização do ribossoma.

## Interações
A linezolida é uma leve inibidora de MAO não seletiva e reversível. Devem ser evitados alimentos que possuam tiramina (queijo, carne seca, chucrute, feijão, derivados de soja), pois a pressão arterial pode elevar-se. Sibutramina, antidepressivos tricíclicos, venlafaxina, petidina, trazodona, dextrometorfano, podem produzir uma síndrome serotoninérgica. Tramadol pode provocar convulsões se associado. Adrenérgicos podem induzir a elevação de pressão. Mielossupressores tem sua atividade aumentada em associação.